# Коджа Мехмед Рагып-паша
Коджа Мехмед Рагып-паша (тур. Koca Mehmed Ragıp Paşa; 1698 — 24 августа 1763) — османский государственный деятель, великий визирь Османской империи (12 января 1757 — 8 апреля 1763), губернатор эялета Египет (1744—1748). Он также был известен как поэт. Его прозвище Koджа означает «Великий» или «гигант» по-турецки.

## Ранние годы
Родился в 1698 году в Стамбуле. Его отцом был Шевки Мустафа, чиновник в Османской империи. После завершения своего образования Мехмед Рагып работал в различных частях империи в качестве государственного служащего. Он служил главным казначеем в Багдаде (тогда входившем в состав Османской империи). Он был членом османского посольства при подписании Белградского договора 1739 года. Он был повышен до должности рейс-уль-куттаб (эквивалент современного министра иностранных дел) в 1740 году. Он был губернатором Османского Египта с 1744 по 1748 год, когда он вынужден был уйти в отставку под давлением местных войск.
В 1748 году он был вызван в Стамбул и получил пости визиря. Затем он занимал должности губернатора Сайды (1750), Ракки и Алеппо (1755).

## Как великий визирь
Коджа Мехмед Рагып-паша был назначен великим визирем 12 января 1757 года султаном Османом III. Когда Осман III умер через десять месяцев, Мехмед Рагып-паша продолжал работать под началом нового султана Мустафы III, с которым у него были очень хорошие отношения.
В 1758 году Мехмед Рагып-паша женился на Салихе-султан (1715—1778), дочери султана Ахмеда III и сестре султана Мустафы III, и получил титул «Дамат» (зять Династии).

Период правления Коджи Мехмеда Рагыпа-паши пришелся на период упадка Османской империи. Тем не менее, он провел реформы османской администрации и казначейства. Он был приверженцем мирной политики. Его срок пребывания на этом посту почти совпадает с Семилетней войной в Европе. Несмотря на опасность войны, он смог удержать Османскую империю от конфликта. После его смерти султан Мустафа III написал элегию, в которой выразил скорбь по своему хорошему другу.